# Battle Golfer Yui
Battle Golfer Yui (バトルゴルファー唯?) è un videogioco sportivo del 1991 per Sega Mega Drive.

## Modalità di gioco
Battle Golfer Yui presenta due modalità di gioco, una delle quali in stile avventura grafica. È presente una modalità multigiocatore con la possibilità di scegliere tra diversi personaggi.